# Goggia hewitti
Goggia hewitti är en ödleart som beskrevs av  William Roy Branch BAUER och GOOD 1995. Goggia hewitti ingår i släktet Goggia och familjen geckoödlor. Inga underarter finns listade i Catalogue of Life.